# Породично право
Породично право је посебна грана права која уређује односе у породици, као и односе породице и друштва. Такође, то је посебна правна наука која постојеће правне норме о породици систематизује, објашњава и проучава, али и предлаже нова законска решења.

## Посебна правна дисциплина и наука
Као посебна правна дисциплина, породично право се може дефинисати у ужем и ширем смислу. У ужем смислу породично право представља скуп правних норми којима се уређују односи у породици, док у ширем смислу породично право уређује односе породице и друштва.
У модерном породичном праву значајну улогу играју одређени ванправни елементи. Породично право је по правилу мултидисциплинарно и треба га посматрати како са правног аспекта (важност наследног, стварног, облигационог, кривичног, медицинског права), тако и са других аспекта (важност биолошких, психолошких, социолошких, филозофских сазнања). Примена породичноправне норме често није могућа без ангажовања стручњака из више научних дисциплина.
Термин породично право се може односити и на науку која систематски проучава и објашњава норме породичног права. Осим анализе постојећих правних норми, ова наука, констатујући несавршеност постојећег породичног законодавства, предлаже измене постојећих или доношење нових законских решења.
Породично право као наука може посматрати породицу са различитих аспеката:
- са становишта позитивног права — предмет разматрања су норме чија је примена обавезна у одређеној држави;
- са становишта упоредног права — предмет анализе су правила о породици која важе у законодавству више држава;
- са становишта историје права — анализирају се некадашња решења из области породичног права у једној или више држава.

Породично право као наука би требало да, сходно чињеници да је човек у браку и породици мултидимензионалан, поштује разне аспекте породичног живота укључујући, али не ограничавајући се на емотивне, психолошке, социјалне, економске и демографске аспекте.

## Место породичног права у правном систему
Римски правник Гај је у својим Институцијама извршио прву познату поделу целокупног система приватног права. Он је грађанско право поделио на право које се односи на лица, право које се односи на ствари и право које се односи на тужбе. Институционални систем и данас у основи важи у земљама романске правне баштине (Француска, Швајцарска, Аустрија).
Друго схватање сврстава породично право у шири систем грађанског права. Познати пандектни систем целокупно грађанско право дели на пет делова, од којих је један породично право. По том систему су конципирани немачки, грчки и јапански грађански законик.
Према трећој, јуснатуралистичкој концепцији, породично право је, као и наследно, део материје грађанског права, која уређује права друштва, док са друге стране статусно, стварно и облигационо право уређују права појединца. Ова концепција је присутна у пруском Ландрехту из 1794. године. Без обзира на то да ли се ради о дводеобној, тродеобној или петодеобној класификацији субјективних права, свим овим правним системима је заједничко то да породично право представља само део грађанског, а не засебну грану права.
Ставови о специфичности и самосталности породичног права присутни су од 18. века. Француски филозофи, нарочито Волтер, Дидро, Хелвецијус и Жан Жак Русо, као и немачка класична школа 19. века (Савињи, Пухта, Унгер), подржавали су схватање о породичном праву као посебној грани права. Као законописац Општег имовинског законика за Црну Гору, први је у свету ово схватање имао прилике да примени познати правник и социолог Валтазар Богишић који је, на основу анкете спроведене у народу, установио да у погледу овог права постоји толико различитих обичаја да их није могуће сврстати ни у посебну грану права, а нарочито не у оквире имовинског права. Грађански кодекс Руске Федерације уређује облигационо, стварно, наследно и међународно приватно право, док за потребе породичног права постоји посебан Породични закон.

### Разлози посебности породичног права
Породично право се од грађанског права знатно разликује. Нужна претпоставка за настанак грађанског права јесте робно-новчана привреда са развијеном тржишном разменом. У супротном, грађанско право није нарочито развијено. С друге стране, породично право постоји и у социјалном амбијенту који нема робно-новчани карактер. Док грађанско право уређује имовинске односе, породично право претежно уређује личне односе, а имовински односи у породици су такође специфични.
Разлике у методу су значајне, с обзиром на то да у грађанском праву доминира аутономија воље субјеката, односно диспозитивне правне норме. Карактеристика породичног права су управо императивне правне норме у погледу којих влада однос надређености државног поретка, а никако метод равноправности странака. По природи ствари, равноправност субјеката не може бити одлика породичног права у целини.
Што се тиче санкције за кршење норми, грађанско право познаје принцип имовинске санкције која се огледа у захтеву за принудно испуњење обавеза. Санкције у породичном праву су усмерене на личност учесника породичноправног односа, а не на његову имовину. Права учесника грађанскоправног односа се, уз присутне изузетке, не штите по службеној дужности, већ по захтеву заинтересованог лица. С друге стране, у породичном праву има случајева да суд поступа по приватној иницијативи, али доминирају примери интервенције надлежних органа по службеној дужности.

## Подела
Породично право се може поделити према следећим критеријумима:
1. Према начину заснивања породичних односа:
  1. Брачно право;
  2. Родитељско право;
  3. Старатељско право.
2. Према природи односа у породици:
  1. Лично породично право;
  2. Имовинско породично право.
3. Статусно и нестатусно породично право:
  1. Статусно породично право уређује лични и породични статус.
  2. Нестатусно породично право уређује личне и имовинске породичне односе.
4. Материјално и процесно породично право:
  1. Материјално породично право обухвата норме о садржини породичних односа.
  2. Процесно породично право обухвата норме које регулишу поступке заснивања и престанка породичних односа.
5. Породично право у ужем и ширем смислу:
  1. У ужем смислу, породично право уређује односе у оквиру породице.
  2. У ширем смислу, породично право уређује односе породице и друштва.